# Línea 179 (Buenos Aires)
La línea 179 es una línea de colectivos del Área Metropolitana de Buenos Aires. Une el barrio de Nueva Pompeya con Villa Centenario y Villa Fiorito, en el Partido de Lomas de Zamora; y con la Estación Lanús y el Barrio San José en Almirante Brown.
La línea es operada por Grupo Línea 179 S.A. la cual pertenece a Micro Ómnibus 45 S.A. prestataria de la línea 45.

## Historia
La línea 179, originalmente era la línea comunal número 13 de Lanús, y era operada por la Empresa El Trébol S.R.L.
A partir del 1 de enero de 1969, circuló por un breve lapso de tiempo como la línea provincial número 241, hasta que en 1970 adquirió su actual número, el 179.
El Trébol S.R.L. perdió su concesión por la línea 179 en 1998 a raíz de una serie de problemas económicos, por lo que varias líneas como la 37, la 45, la 160, la 165, la 247 y la 283 formaron una unión de empresas denominada como Grupo Línea 179 S.A. para operar la línea.
Tras el adjudicamiento de la 179 al Grupo Línea 179 S.R.L. en 1998, poco a poco las miembros comenzaron a abandonar el grupo hasta que en 2005, Micro Ómnibus 45 S.A. prestataria de la línea 45, quedó como única operadora de la línea.

Ramal 1: Nueva Pompeya - Est. Fiorito
Ida: Desde Av. Sáenz y Traful Por Esta, Av. Sáenz, Pte. Tte. Gral. J. F. Uriburu (Pcia.), Remedios de Escalada de San Martín, Av. Gral. José de San Martín, Magallanes (Ex Congreso), Mendoza, Recondo, Larrazábal, Pilcomayo Hasta Murature.
Regreso: Desde Pilcomayo y Murature Por Pilcomayo, Murature, Recondo, Mendoza, Magallanes (Ex Congreso), Av. Gral. José de San Martín, Remedios de Escalada de San Martín, Pte. Tte. Gral. J. F. Uriburu (Cap.), Av. Sáenz Hasta Traful.
Ramal 2: Nueva Pompeya - Cementerio de Lomas de Zamora
Ida: Por El Mismo Recorrido del Ramal 1 Hasta Av. Gral. José de San Martín, Siguiendo Por Manuel Castro (Ex Cnel. Aguirre), Mñor. Juan Hlandik (Ex Pte. Loubet), Marco Avellaneda, Diógenes Taborda Hasta Gral. Hornos.
Regreso: Desde Diógenes Taborda y Gral. Hornos, Por Gral. Hornos, Martín Rodríguez, Florentino Ameghino, Gabriela Mistral, Sebastían Gaboto, Marco Avellaneda, Marco González Balcarce (Ex Guido y Spano), Lituania (Ex Juramento), Av. Gral. José de San Martín, Su Ruta Hasta Traful.
Ramal 3: Nueva Pompeya - B° San José (Partido de Alte. Brown)
Ida: Por El Mismo Recorrido del Ramal 1 Hasta Av. Gral. José de San Martín, Siguiendo Por Liniers, Diego Maradona (Extintos de Río de Janeiro y 7 de Mayo), Gdor. Gral. Juan José Viamonte, José María Moreno, Mtro. Benedicto Brin, Av. 25 de Mayo, Av. Hipólito Yrigoyen, Acceso Al Pte. de Los Talleres, Pte. de Los Talleres, 29 de Septiembre, Juan B. Justo (Ex Gibraltar), Fray José G. W. Achával, Gral. Pedernera, Roma, Héroes de Malvinas (Ex América del Norte), Cnel. Aguilar, Condarco, Roma, Villa Barceló, Portugal, Av. Eva Perón (Ex Av. Pasco), Santa Cruz, Soberanía Nacional, La Pampa, 30 de Septiembre, Jujuy, Av. Carlos Amenedo Hasta Salta.
Regreso: Desde Av. Carlos Amenedo y Salta, Por Salta, Bolívar, Jujuy, 30 de Septiembre, La Pampa, Soberanía Nacional, Santa Cruz, Av. Eva Perón (Ex Av. Pasco), Portugal, Villa Barceló, Roma, Condarco, Cnel. Albariños, Bv. de Los Italianos, Aguapey, Centenario Uruguayo, Cnel. Aguilar, Gral. Pedernera, Fray José G. W. Achával, Juan B. Justo (Ex Gibraltar), 29 de Septiembre, Pte. de Los Talleres, Av. Hipólito Yrigoyen, Margarita Weild, Centro de Transbordo de La Est. Lanús, 20 de Octubre (Ex París), Juan Piñeiro (Ex Cnel. Olivieri), 2 de Mayo, Gdor. Carlos Tejedor, Gdor. Carlos Casares, Gdor. Gral. Juan José Viamonte, Bolivia, Gdor. Manuel Anselmo Ocampo, Av. Gral. José de San Martín, Su Ruta Hasta Traful.

## Lugares de interés

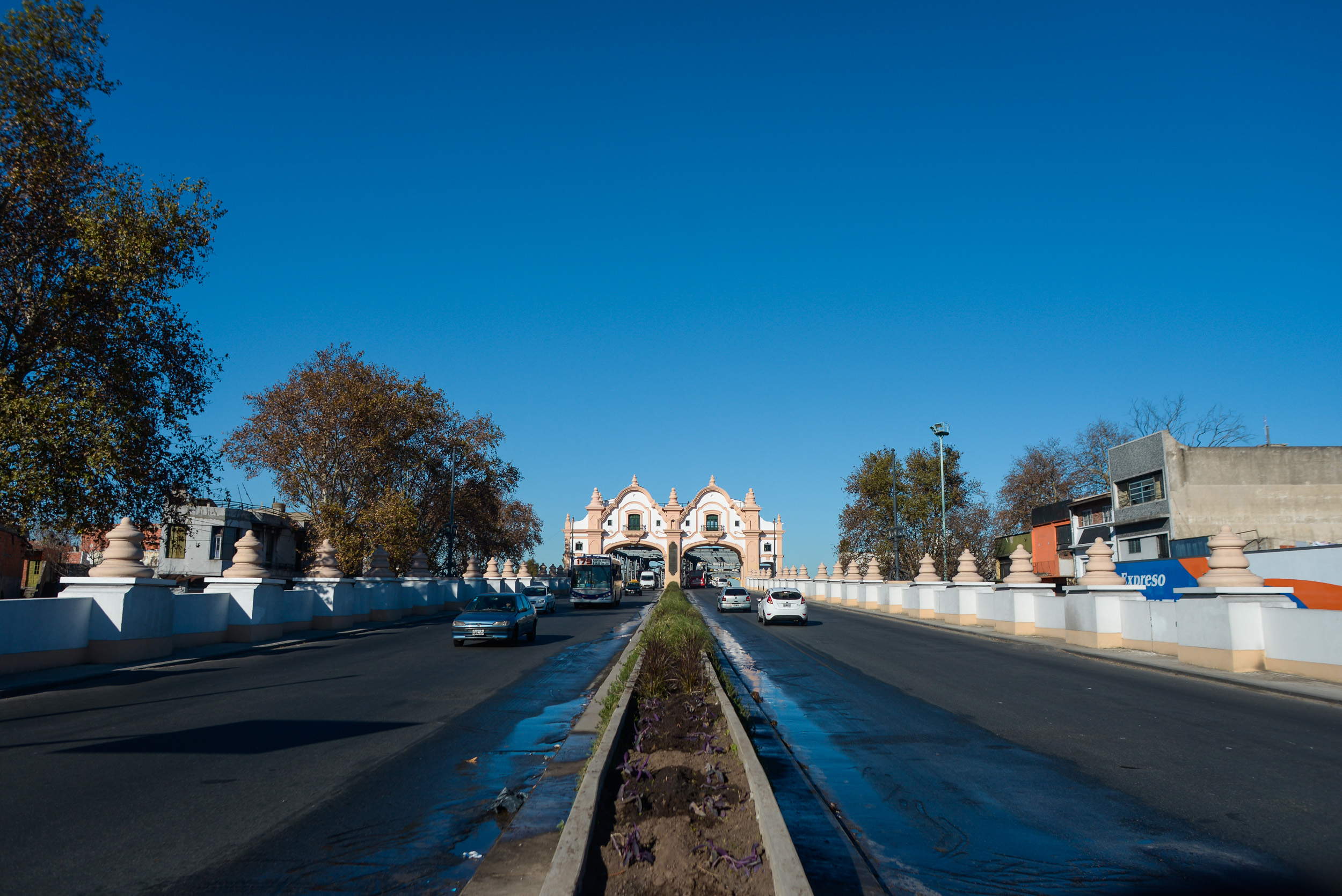
Puente Ezequiel Demonty
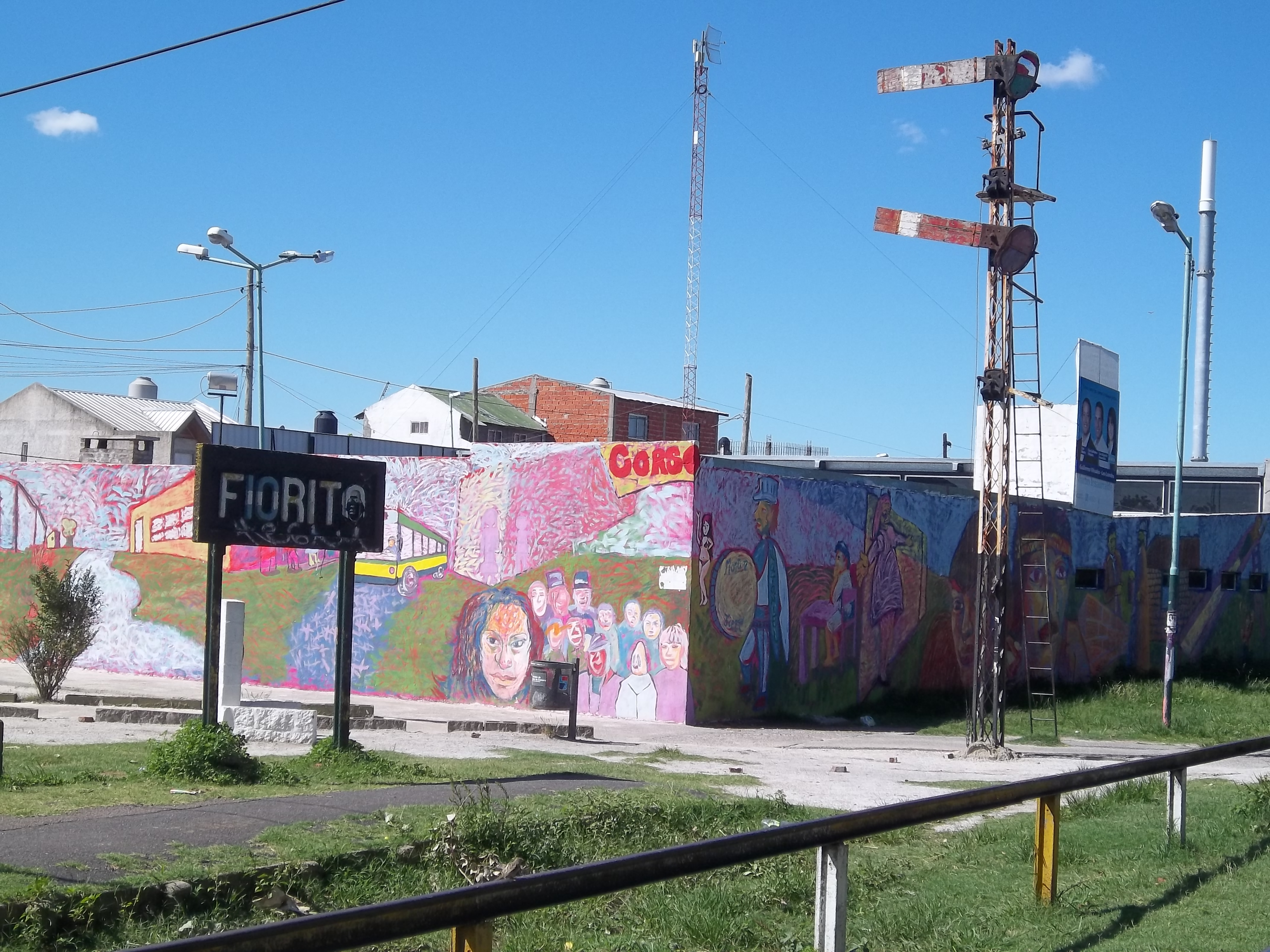
Antigua estación Fiorito
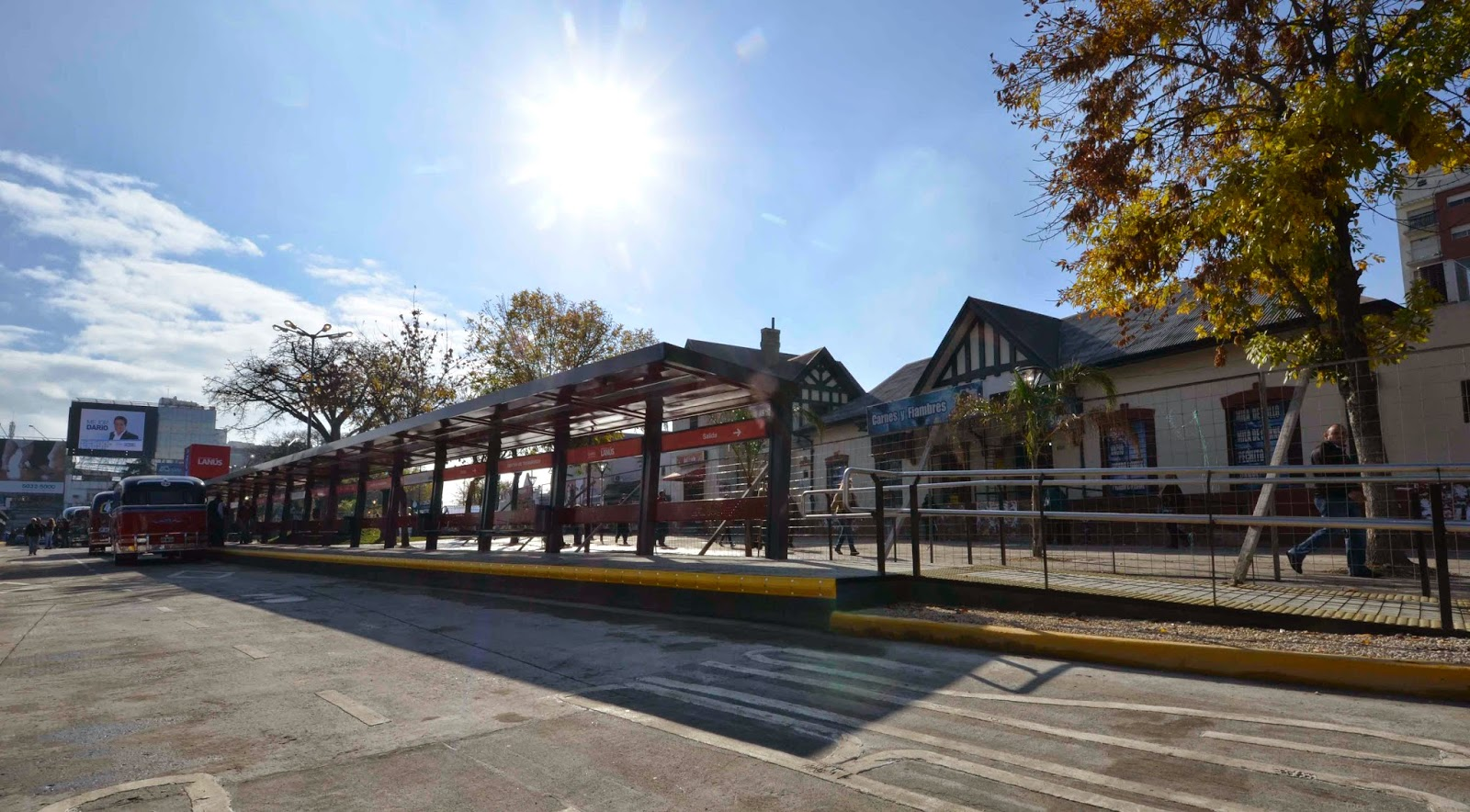
Estación Lanús

## Frecuencia
| Hora         | Frecuencia |
| ------------ | ---------- |
| 0:00 a 4:00  | 1 hora     |
| 4:00 a 20:00 | 20 minutos |
| 20:00 a 0:00 | 45 minutos |

## Pasajeros
| Año  | Pasajeros | Pasajeros por día | Variación |
| ---- | --------- | ----------------- | --------- |
| 2016 | 5 501 674 | 15 032            | 0,00%     |
| 2017 | 5 379 915 | 14 739            | 2,21%     |
| 2018 | 5 177 102 | 14 184            | 3,77%     |

Fuente: Ministerio de Transporte